# Premis Godoy 2002
Els Premis Godoy 2002, a imitació dels Razzies, pretenen premiar a les pitjors aportacions cinematogràfiques de l'any 2002. Després que votessin 279 dels 302 socis de l'Academia Godoy el febrer de 2003, la gran triomfadora d'aquesta edició va ser Lisístrata de Francesc Bellmunt amb cinc premis, mentre que la gran perdedora va ser Días de boda de Juan Pinzás que no va aconseguir cap dels set premis als quals estava nominada.

## Nominacions i guardonats
Pitjor pel·lícula
- Lisístrata de Francesc Bellmunt (guanyadora)
- Darkness de Jaume Balagueró.
- Días de boda de Juan Pinzás.
- Piedras de Ramón Salazar.

Pitjor director
- Francesc Bellmunt per Lisístrata (guanyador)
- Jaume Balagueró per Darkness
- Juan Pinzás per Días de boda
- Ramón Salazar per Piedras

Pitjor actor
- Carlos Sobera per ¡¡¡Hasta aquí hemos llegado!!! (guanyador)
- Carmelo Gómez per Nos miran
- Juan Diego Botto per Trece badaladas

Pitjor actriu
- Maribel Verdú per Lisístrata (guanyador)
- Comba Campoy per Días de boda
- Najwa Nimri per Piedras

Pitjor actor de repartiment
- Nacho Duato per El forastero (guanyador).
- Fele Martínez per Noche de reyes.
- Javier Gurruchaga per Lisístrata.
- Juan Luis Galiardo per Lisístrata.

Pitjor actriu de repartiment
- Inma del Moral per La marcha verde (guanyador).
- Elsa Pataky per Noche de reyes.
- Mar Saura per El rey de la granja.
- Rosario Flores per Hable con ella.

Pitjor guió
- Francesc Bellmunt per Lisístrata (guanyador).
- Juan Pinzás per Días de boda

Pitjor direcció artística
- Francesc Bellmunt per Lisístrata  (guanyador).

Pitjor Banda Sonora
- Días de boda

Pitjors Efectes Especials
- Vivancos 3 (guanyador)

Pitjor Vestuari
- Operación Triunfo: La película (guanyador).
- Días de boda

Pitjor Perruqueria i Maquillatge
- Operación Triunfo: La película  (guanyador).
- Días de boda

Pitjor pel·lícula estrangera
- Crossroads

Pitjor Aportació Internacional de l'any
- Sandra Bullock